# Ivan Muhar
Ivan Muhar (1867. – 1966.), hrvatski trgovinski poduzetnik, rodom iz Like. Djelovao u Zemunu, ugledni Zemunac. Danas se dio Zemuna zove po braći Muharima. Kandidat za Pravednika među narodima.

## Životopis
Rođen 1867. godine. S bratom Mijatom (1865. – 1902.) došao u Zemun iz Like potkraj 19. st. Prvi je došao Ivan, kao pitomac, a ubrzo potom je stigao i njegov stariji brat. Ivan Muhar zaposlio se kod jednoga zemunskog trgovca - Židova, čije ime na žalost nije sačuvano i on mu je nakon nekog vremena dao kredit da otpočne samostalnu djelatnost. U međuvremenu, Mijat se razbolio od tuberkuloze i umro relativno mlad. Svoj prvi dućan, u kojem je prodavao sve i svašta, Ivan je otvorio na Senskom trgu (danas Trg Branka Radičevića). Ubrzo je skupio skroman kapital i njime kupio mali lokal »Dva tornja«, preko puta ulice. Muhar, po kome se cijeli dio Zemuna i danas zove, podignuvši veličanstveno zdanje, sve do kraja Drugoga svjetskog rata slovio je za jednog od najuspješnijih zemunskih trgovaca. Ilustrativna je anegdota o Muharu. Kada ga je jednom prilikom neki njegov prijatelj, ratar, prekorio što ne drži u dućanu i ono što treba poljoprivrednicima, npr. ralo, on ga je upitao »A da li tebi treba ralo?«. Budući da je dobio potvrdan odgovor, rekao je prijatelju da dođe sutra ujutro. I zaista, ralo je bilo u dućanu. Također, Ivan Muhar nikada nije zaboravio svojega prvoga gazdu - Židova, koji mu je omogućio da otpočne posao, pa je valjda zato sve vrijeme Drugog svjetskoga rata skrivao kod sebe obitelj Židova Leona Hajma, riskirajući tako i sudbinu svoju i svojih najbližih. Za sve vrijeme postojanja tvrtke, ona je nosila naziv »Braća Muhar« iako stariji Mijat u nastanku gotovo nije ni sudjelovao.
Ivan Muhar oženio se Emilijom (1883-1970), kćeri Magdalene (1863-1931) i Sigmunda Ulriha (1854. – 1918.), nadzornika zemunskog brzojava. Emilija je bila zaljubljena u jednoga husarskog časnika, ali je njezin praktični otac zaključio da je bolje kćer udati za vrijednog i radnog trgovca nego za neku »oficirsku smladu« kojoj mora dati i veliki miraz uz kćer, pa je tako Ivan Muhar dobio ženu iz ugledne obitelji, što je i njemu osobno podignulo ugled u Zemunu. Emilija je za svojim husarom patila cijelog života, ali je Ivanu bila dobra supruga i rodila mu troje djece: kćer Mirku (1905. – 1980.), poslije udanu za zemunskoga gimnazijalca profesora Dušana Pavešića, i Zdenku (rođenu 1909), udanu najprije za Otona Jenča, a zatim za beogradskog inženjera Milorada Bijanića, te sina Ivana (1907. – 1942.). On je studirao ekonomiju u belgijskom gradu Antwerpenu, a potom je zajedno s ocem vodio dućan, ali i vlastito predstavništvo »Orion« radija u Beogradu. Za vrijeme studija upoznao je Belgijanku Martu d’ Poter (1908. – 1942.) kojom se poslije i oženio i s njom imao troje djece: Ivana (rođen 1933.), Dejana (1938. – 1993.) i Nikol, udanu Mišić (rođena 1940.).